# リック・ライツ
リック・ライツ（Ric Reitz、1955年9月8日 - ）は、アメリカ合衆国の俳優。

## 出演作品
- 神の日曜日 Come Sunday (2018)
- 悪魔が棲む家666
- 私はラブ・リーガル6 フィナーレ
- パーフェクト・ルーム
- ラストベガス
- ラスト・スキャンダル〜あるハリウッドスターの禁じられた情事〜
- 私はラブ・リーガル5
- レボリューション
- バーン・ノーティス 元スパイの逆襲 シーズン6
- 私はラブ・リーガル3
- 私はラブ・リーガル2
- 幸せがおカネで買えるワケ
- アイドル追っかけ大作戦!
- ラブ・ポーションNo.9
- デコレーション・デイ/30年目の勲章
- 希望の翼 最後に帰る場所